# ロプバッハ
ロプバッハ (ドイツ語: Lobbach) は、ドイツ連邦共和国バーデン＝ヴュルテンベルク州ライン＝ネッカー郡に属す町村（以下、本項では便宜上「町」と記述する）。

## 地理
ロプバッハはライン＝ネッカー大都市圏に含まれる。クライヒガウ北部、小オーデンヴァルト周縁部の標高160mから425mに位置する。ハイデルベルクから23km、モースバッハから20km、ヴァルドルフから26km、ジンスハイムから19kmの距離にあたる。町の名前の由来となったロプバッハ川（Lobbach、古くはLobachと記載された）が、町を構成するローベンフェルト地区とヴァルトヴィンマースバッハ地区の両地区を貫いて流れている。
隣接する市町村は、北から時計回りに、ネッカーゲミュント（ミュッケンロッホ地区）、シェーンブルン（ハーク地区）、ライヒャルツハウゼン、エプフェンバッハ、シュペヒバッハ、メッケスハイム（メンヒツェル地区）、ヴィーゼンバッハである。

## 歴史
ローベンフェルト地区は、中世盛期にかつてのローマ人入植地跡を開墾して成立した。最初は土着領主の農場があったが、1145年にフランケンタール修道院の所有に移された。1167年にローベンフェルト修道院が設けられ、その所領となった。ローベンフェルトは1229年に初めて文献上に記録されている。領主権は宗教改革までは修道院が有し、1330年からはさらにプファルツ選帝侯の保護下におかれた。ローベンフェルト修道院の廃止後、領主権は聖界監督官の下に置かれたが、しだいにアムト・ディルスベルクの管轄下に移管されてゆき、ローベンフェルトは1801年に完全にアムトに組み込まれた。
元々はヴィンマースバッハと呼ばれていたヴァルトヴィンマースバッハ地区（17世紀にネッカーヴィンマースバッハ（現在はエーバーバッハの市区）と区別するために現在の名になった）は1306年に初めて文献上に記録されている。この集落はおそらくローベンフェルトによる開墾地であった。1330年以降ヴィンマースバッハはプファルツ選帝侯に高権下におかれ、1369年にはすでにアムト・ディルスベルクに組み込まれた。農民が所有する耕作地が多くあったが、相続分割に従って細分化されていった。
その後、両地区はプファルツ選帝侯領ウンターアムト・ディルスベルクのメッケスハイマー・ツェントに属し、1803年にバーデン大公領となった。
第一次世界大戦前にはヴァルトヴィンマースバッハで国家自由主義が勢力を得た。1930年からは国家社会主義ドイツ労働者党が第1党となり、1933年の82%の票を得た。ローベンフェルトではヴァイマル共和政の終焉まで中央党が最も強力な政党であった。
ロプバッハは1974年12月31日にバーデン＝ヴュルテンベルク州の自治体再編によりローベンフェルトとヴァルトヴィンマースバッハが合併して成立した。
ローベンフェルトとヴァルトヴィンマースバッハ
| 年                         | 1577 | 1727 | 1834 | 1875 | 1939 | 1961 | 1965  | 1970  |
| -------------------------- | ---- | ---- | ---- | ---- | ---- | ---- | ----- | ----- |
| ローベンフェルト           | 100  | 108  | 334  | 392  | 329  | 498  | 530   | 619   |
| ヴァルトヴィンマースバッハ | 200  | 163  | 548  | 594  | 517  | 944  | 1,035 | 1,101 |

ロプバッハ
| 年   | 1961  | 1965  | 1970  | 1991  | 1995  | 2005  | 2010  | 2015  |
| ---- | ----- | ----- | ----- | ----- | ----- | ----- | ----- | ----- |
| 人口 | 1,442 | 1,565 | 1,720 | 2,230 | 2,382 | 2,446 | 2,400 | 2,364 |

### 宗教

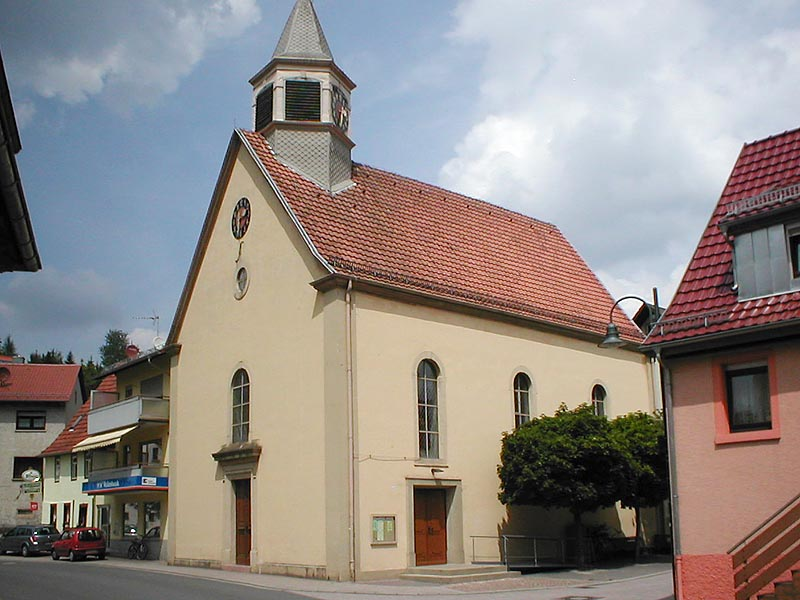
ヴァルトヴィンマースバッハのプロテスタント教会

ローベンフェルトは18世紀末までもっぱらカトリックの集落であった。1965年の時点でも3/4がカトリックの信徒であった。
これに対して、ヴァルトヴィンマースバッハはプロテスタントの集落であった。第二次世界大戦後に難民を受け容れたことにより、カトリック信者の割合は20%以下から、1965年には30%近くになっていた。

## 行政

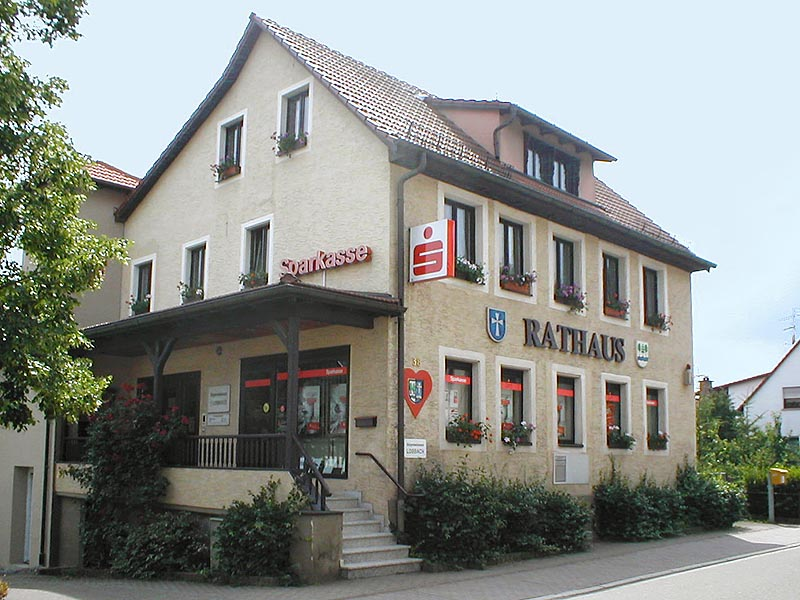
ヴァルトヴィンマースバッハ地区にある町役場

### 議会
ロプバッハの議会は議長を務める首長の他に14人の議員からなる。ローベンフェルト地区、ヴァルトヴィンマースバッハ地区、それぞれ7人ずつが選出される。

### 首長
エトガー・クネヒト（無所属）が2017年6月12日から町長を務めている。

### 紋章
図柄: 銀地と青地で左右二分割。逆側の地色で塗り分けられた波帯が両者を貫いている。その上に、向かって左には、広葉樹と針葉樹がそれぞれ根を張った黒い幹とともに、向かって右には、先端が広がった銀の十字架が描かれている。
紋章は、ローベンフェルトとヴァルトヴィンマースバッハの紋章を組み合わせたもので、1997年にライン＝ネッカー郡当局の認可を得た。波帯はロプバッハ川を象徴している。

### 友好都市
- Loury（フランス、ロワール川沿い、オルレアンから25kmに位置する町）1997年

## 文化と見所

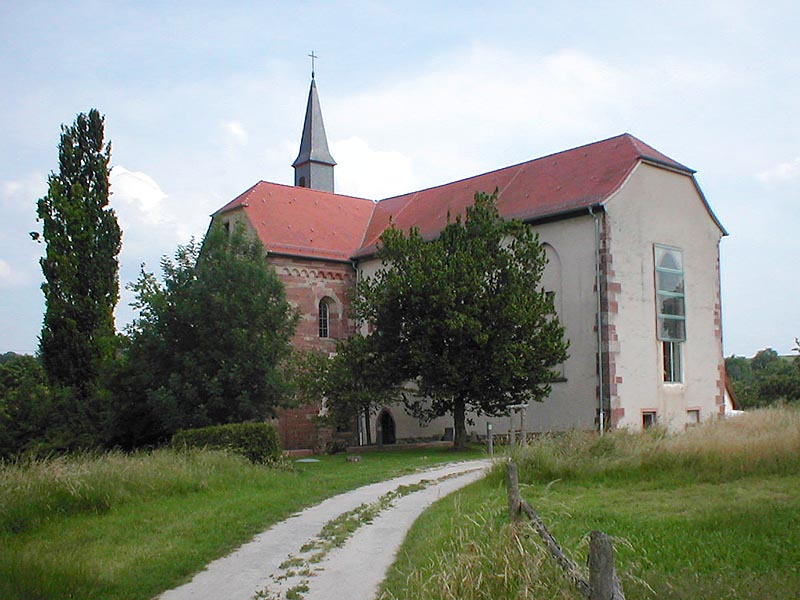
修道院教会

ローベンフェルト修道院は12世紀に遡る修道院であり、やはり12世紀からの歴史を持つこの修道院の教会はこの町に現存する最も重要な建造物である。歴史的な企業建築や農家の居住建築の中でも、1846年建造のミュールシュトゥルブは特筆に値する。この建物は、遅くとも18世紀からこの広場にあったことが証明されている。
ローベンフェルトには、この他に円筒形の側塔をもつカトリック教会や町役場がある。
ヴァルトヴィンマースバッハには、プロテスタント教会や1769年建造のバロック様式の牧師館の他に、カトリック教会もある。町役場は近代的な機能建築である。ラートハウスシュトラーセ（町役場通り）の旧町役場は、見た目でそれとはわからなくなっている。村の橋には1781年建立のネポムク像が建っている。この建物が面しているハウプトシュトラーセ（本通り）沿いには多くの歴史的建造物がある。

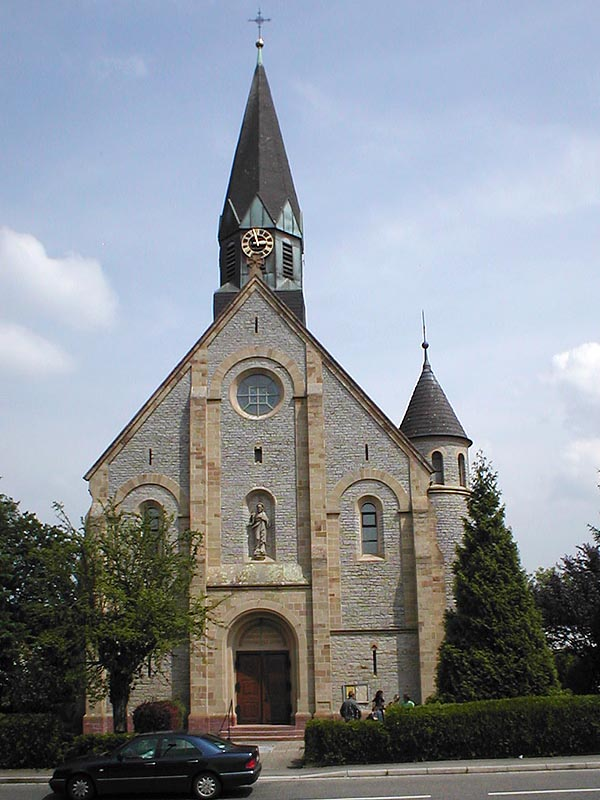
ローベンフェルトのカトリック教会
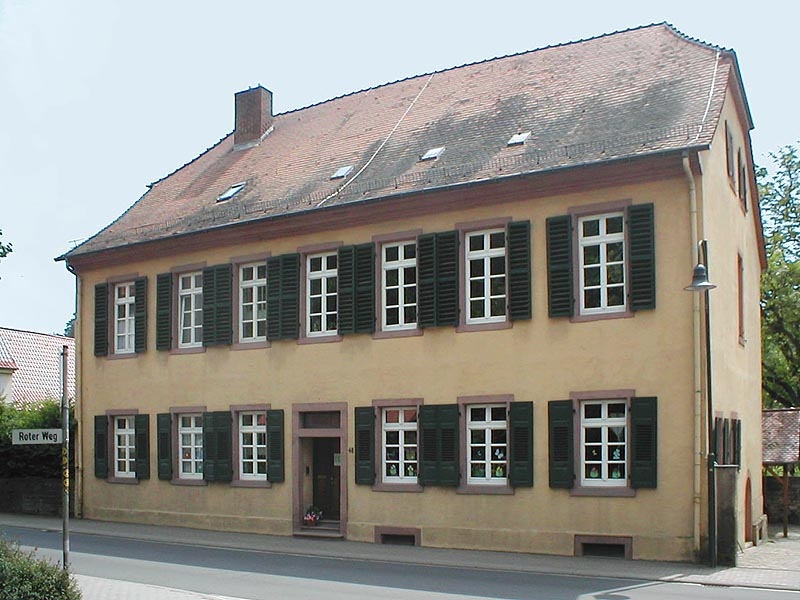
ヴァルトヴィンマースバッハのプロテスタント教会
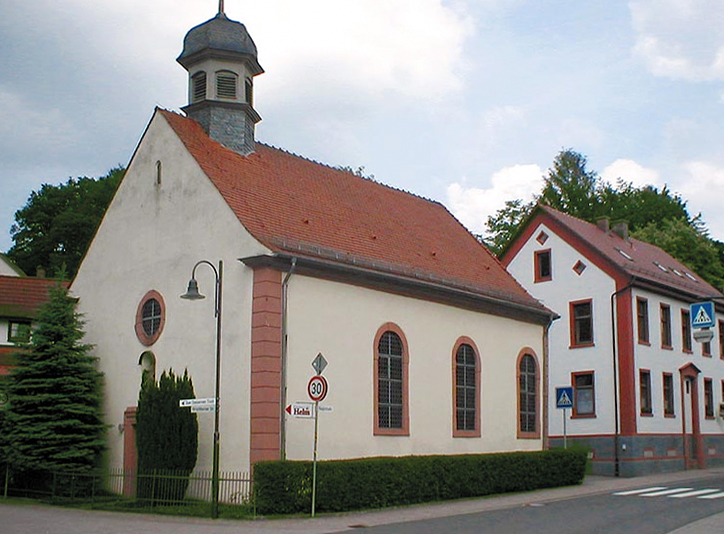
ヴァルトヴィンマースバッハのカトリック教会
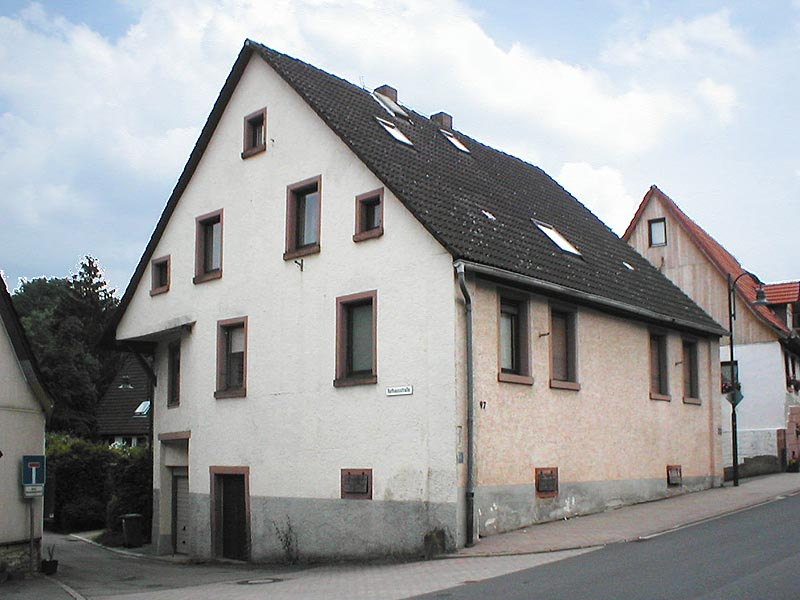
ヴァルトヴィンマースバッハの旧町役場
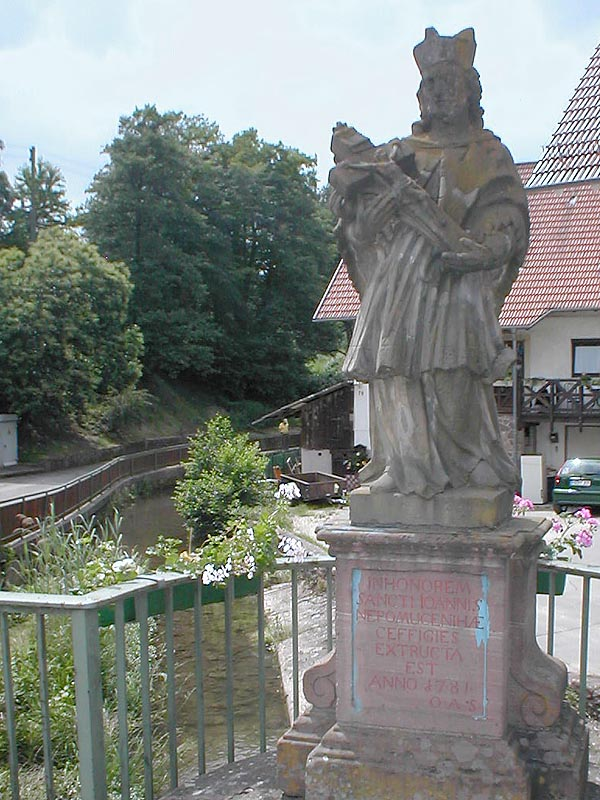
橋の守護聖人ネポムク像

## 経済と社会資本
以前は農業主体であったこの町は、ベッドタウンとして発展した。町には、280カ所の職場がある。

### 交通
州道532号線が町を貫いて走っている。近隣市町村にはバス路線が通っている。ロプバッハはライン＝ネッカー交通連盟のサービス提供地域に含まれる。

## 引用
1. ↑  Statistisches Landesamt Baden-Württemberg – Bevölkerung nach Nationalität und Geschlecht am 31. Dezember 2023 (CSV-Datei)
2. ↑   Kreisbeschreibung. 2. p. 634: 修道院を含む
3. ↑   Kreisbeschreibung. 2. p. 961
4. ↑  Christoph Moll: Edgar Knecht tritt sein Amt als Bürgermeister an, Rhein-Neckar Zeitung 2017年6月13日付け（2017年11月12日 閲覧）
5. ↑  Herwig John, Gabriele Wüst: Wappenbuch Rhein-Neckar-Kreis. Ubstadt-Weiher 1996, ISBN 3-929366-27-4, S. 76